# Iberoiulus cavernicola
Iberoiulus cavernicola är en mångfotingart som beskrevs av Ceuca 1967. Iberoiulus cavernicola ingår i släktet Iberoiulus och familjen pärlbandsfotingar. Inga underarter finns listade i Catalogue of Life.